# Дюмерк, Селин
Селин Дюмерк (фр. Céline Dumerc; родилась 9 июля 1982 года в Тарбе, департамент Верхние Пиренеи, Франция) — французская профессиональная баскетболистка, капитан клуба «Баскет Ланды» и национальной сборной Франции. Играет на позиции разыгрывающего защитника.

## Биография

### Клубная карьера
Стала баскетболисткой, как её мать в прошлом. Первым молодёжным клубом был Тарб Жесп Бигор из которого она перешла в INSEP. Именно с этой командой она подписала свой первый профессиональный контракт. Она развивается с 2000 по 2003 год, занимает второе место в чемпионате Франции в 2003 году и участвует в финале Кубка Ронкетти. Затем Дюмерк переходит в «Бурж Баскет». После двух сезонов 2004 и 2005 годов, проигранных в финале USVO, она выиграла свой первый чемпионат в 2006 году. В том же году помогла выиграть клубу Кубок Франции и турнир Федерации. В Евролиге Бурж остановился в четвертьфинале, уступив 70-69 чешскому Брно. В 2008 году чемпионат опять выиграл USVO, Бурж победил в турнире Федерации. В Евролиге Бурж достиг финала четырёх, играл в Видном. В полуфинале клуб уступил испанской Валенсии.
В сезоне 2008—2009 Бурж доминирует в чемпионате, выиграв у клуба Латт-Монпелье, а также дошли до финала четырёх Евролиги, в котором встретились с Брно. Основное время матча завершилось со счётом 77-77, в овертайме уступили 90-81. В этом сезоне Евролиги Дюмерк участвует в матче всех звёзд в составе европейской команды.
Перед началом сезона 2009—2010 она присоединилась к УГМК Екатеринбург. Из-за травмы она не играла в начале сезона и первый матч Евролиги смогла провести только в декабре 2009. В январе клуб выиграл кубок России в финале у Спарта&К. В Евролиге в полуфинале финала четырёх в Валенсии уступили Спарта&К 87-79. В этом матче она провела на площадке 21 минуту, со статистикой 4.5 очка, 2.2 подбора и 2.6 передач. Позже, на протяжении сезона команды боролись за чемпионское звание, которое завоевал УГМК, победив в двух матчах 70-62 и 73-67.
В сезоне 2010—2011 Селин Дюмерк и её команда в домашнем полуфинале Евролиги уступили Спарте&К, но взяли реванш, победив в чемпионате России.
После двух сезонов, проведённых в России Дюмерк вернулась в «Бурж Баскет», подписав контракт до окончания своей карьеры.

### Карьера в сборной
Она завоевала первую награду в составе сборной в 2003 году, на молодёжном чемпионате мира, для девушек до 21 года. Франция тогда взяла бронзовую медаль. Дюмерк так же признана лучшим лидером турнира. В том же сезоне получает вызов в первую сборную 23 августа 2003 года в Лорьян на матч против Словакии.
На своем первом крупном турнире, чемпионате Европы 2005 года, Франция уступает России в четвертьфинале и заканчивает турнир на 5 месте, обыграв Латвию 85-62. Это дало возможность Франции участвовать в чемпионате мира 2006 года. Селин Дюмерк заработала 6.6 балла за 19.6 минут игры и отдав 3.8 передач.
На чемпионат мира 2006 года в четвертьфинале француженки проиграли будущим победителям — сборной Австралии. Затем они выиграли два матча квалификации и закончили на 5 месте. Статистические данные Дюмерк на турнире были 5.9 очка, 2.9 передач и 18.7 минут.
На чемпионате Европы 2007 в четвертьфинале Франция проигрывает сборной Латвии 62 : 66, статистические данные Дюмерк на турнире были 4. очка, 1.6 передач и 15.9 минут.
Потом сборную возглавил Пьер Винсент, тренер Буржа, с которым она работала бок о бок не один год. При нём Дюмерк стала одним из основных игроков команды.
На чемпионате Европы 2009 сборная Франции была непобедима на первых двух этапах, особенно стоит отметить победу над сборной России — фаворитом турнира. В четвертьфинале Франция играла с Грецией. За две минуты до конца игры Греция вела 49-45, но сначала Селин Дюмерк забросила трёхочковый, а затем после взятого Грецией тайм-аута Ф. Лепрон забросила ещё один и Франция вырвала победу 51-49. В следующем матче Франция обыграла Белоруссию 64-56. В финале француженки выиграли у сборной России 57-53 и завоевали для своей страны второй титул чемпионок Европы по баскетболу среди женщин. Сандрин Груда и Селин Дюмерк по итогам турнира победили в пяти индивидуальных номинациях.
В отсутствие Сандрин Груда, пропустившей чемпионат мира 2010 из-за тендинита в коленных чашечках, роль лидера сборной легла на Селин Дюмерк. На турнире она стала второй по результативности в сборной, набрав 8.8 очков и 4.1 подбор.

## Награды

### В сборной
- Чемпион Европы: 2009.
- Серебряный призёр Олимпийских игр 2012 года.
- Третье место на чемпионате Европы: 2011.
- Пятое место на чемпионате Европы: 2005.
- Восьмое место на чемпионате Европы: 2007.
- Третье место на молодёжном чемпионате мира до 21 года: 2003.

### На клубном уровне
- Чемпион Франции: 2006, 2008, 2009,2012.
- Финалист чемпионата Франции: 2003, 2004, 2005, 2014.
- Победитель Кубок Франции: 2005, 2006, 2008, 2009.
- Победитель турнира Федерации: 2006, 2007, 2008.
- Финалистка турнира Федерации: 2005.
- Финалистка Кубка Ронкетти: 2002.
- Чемпион России: 2010, 2011.
- Победитель Кубка России: 2010, 2011.
- Бронзовый призёр Евролиги ФИБА:  2010, 2011

### Индивидуальные
- Лучший молодой игрок чемпионата Франции: 2001.
- Самый ценный игрок турнира Федерации: 2007.
- Лучший французский игрок чемпионата Франции: 2007—2008.
- Участник матча звёзд Евролиги: 2008, 2009.